# NGC 1011
NGC 1011 este o galaxie eliptică situată în constelația Balena. A fost descoperită în 21 noiembrie 1876 de către Édouard Stephan⁠(d). Se află la o distanță de 65,83 de megaparseci de Pământ.